# Kenny Barron
Pour les articles homonymes, voir Barron.
Kenny Barron, né le 9 juin 1943 à Philadelphie, est un pianiste de jazz américain. Il est le jeune frère du saxophoniste ténor Bill Barron.
Kenny Barron a joué avec des centaines de musiciens de jazz renommés comme Yusef Lateef, James Moody, Joe Henderson, Freddie Hubbard, Buddy Rich, Ron Carter, Chet Baker, Benny Carter, Stan Getz, Regina Carter et Ornette Coleman. Il a aussi codirigé le groupe Sphere.

## Biographie
Son talent commence à être reconnu lorsqu'il joue dans le quartet de Dizzy Gillespie de 1962 à 1967.
Il apparaît notamment dans 3 albums de Stan Getz : People Time (7 volumes), Café Montmartre ainsi que Bossa and Ballads - The Lost Sessions.
Kenny Barron est neuf fois pour un Grammy Awards et pour le « American Jazz Hall of Fame ».
De 1973 à 2000, Kenny Barron enseigne à l'université Rutgers dans le New Jersey.

## Discographie
- 1967 : You Had Better Listen (en) (Atlantic) avec Jimmy Owens
- 1973 : Sunset to Dawn (en) (Muse)
- 1974 : Peruvian Blue (en) (Muse)
- 1975 : In Tandem (en) (Muse, publié en 1980) avec Ted Dunbar
- 1975 : Lucifer (en) (Muse)
- 1978 : Innocence (en) (Wolf)
- 1978 : Together (en) (Denon) avec Tommy Flanagan
- 1980 : Golden Lotus (en) (Muse, publié en 1982)
- 1981 : Kenny Barron at the Piano (en) (Xanadu, publié en 1982)
- 1982 : Imo Live (en) (Whynot)
- 1982 : Spiral (en) (Baybridge)
- 1983 : Green Chimneys (en) (Criss Cross Jazz)
- 1984 : 1+1+1 (en) (BlackHawk, publié en 1986) avec Ron Carter et Michael Moore
- 1984 : Landscape (en) (Baystate)
- 1984 : Autumn in New York (en) (Uptown), republié sous le titre New York Attitude
- 1985 : Scratch (en) (Enja)
- 1986 : What If? (en) (Enja)
- 1986 : Two as One (en) (Red) avec Buster Williams
- 1986 : The Red Barron Duo (en) (Storyville, publié en 1988) avec Red Mitchell
- 1988 : Live at Fat Tuesdays (en) (Enja,)
- 1989 : Rhythm-a-Ning (en) (Candid) avec John Hicks
- 1990 : The Only One (en) (Reservoir)
- 1990 : Live at Maybeck Recital Hall Volume Ten (en) (Concord Jazz, 1990)
- 1990 : Invitation (en) (Criss Cross Jazz)
- 1991 : Lemuria-Seascape (en) (Candid)
- 1991 : Quickstep (en) (Enja)
- 1991 : The Moment (en) (Reservoir, publié en 1994)
- 1991 : Confirmation (en) (Candid) avec Barry Harris
- 1992 : Sambao (en) (Verve)
- 1993 : Other Places (en) (Verve)
- 1994 : Wanton Spirit (en) (Verve) avec Roy Haynes et Charlie Haden
- 1995 : Things Unseen (en) (Verve, publié en 1997)
- 1995 : Swamp Sally (en) (Verve) avec Mino Cinelu
- 1996 : Live at Bradley's (en) (EmArcy, publié en 2001)
- 1996 : Live at Bradley's II (en) (Universal, publié en 2005)
- 1996 : Night and the City (en) (Verve, publié en 1998) avec Charlie Haden
- 1999 : Spirit Song (en) (Verve)
- 2000 : Freefall (en) (Verve) avec Regina Carter
- 2002 : Canta Brasil (en) (Sunnyside)
- 2003 : Images (en) (Sunnyside)
- 2004 : Super Standard (en) (Venus)
- 2007 : The Traveler (en) (Sunnyside)
- 2009 : Minor Blues (en) (Venus)
- 2012 : Kenny Barron & the Brazilian Knights (en) (Sunnyside)
- 2014 : The Art of Conversation (en) (Impulse!) avec Dave Holland
- 2016 : Book of Intuition (en) (Impulse!)
- 2018 : Concentric Circles (en) (Blue Note)
- 2020 : Without Deception (en) (Dare2) avec Dave Holland
- 2023 : The Source (Artwork)